# Oxyuranus
Genre
Synonymes
- Parademansia Kinghorn, 1955

Oxyuranus est un genre de serpents de la famille des Elapidae. Les espèces de ce genre sont appelées taïpan.

## Répartition
Les espèces de ce genre se rencontrent en Australie et en Nouvelle-Guinée.

## Liste des espèces
Selon The Reptile Database (6 oct. 2011) :
- Oxyuranus microlepidotus (McCoy, 1879)
- Oxyuranus scutellatus (Peters, 1867)
- Oxyuranus temporalis Doughty, Maryan, Donnellan & Hutchinson, 2007

## Publication originale
- Kinghorn, 1923 : A New Genus of Elapine Snake from North Australia. Records of the Australian Museum, vol. 14, no 1, p. 42-45 (texte intégral).